# 小松市コミュニティバス

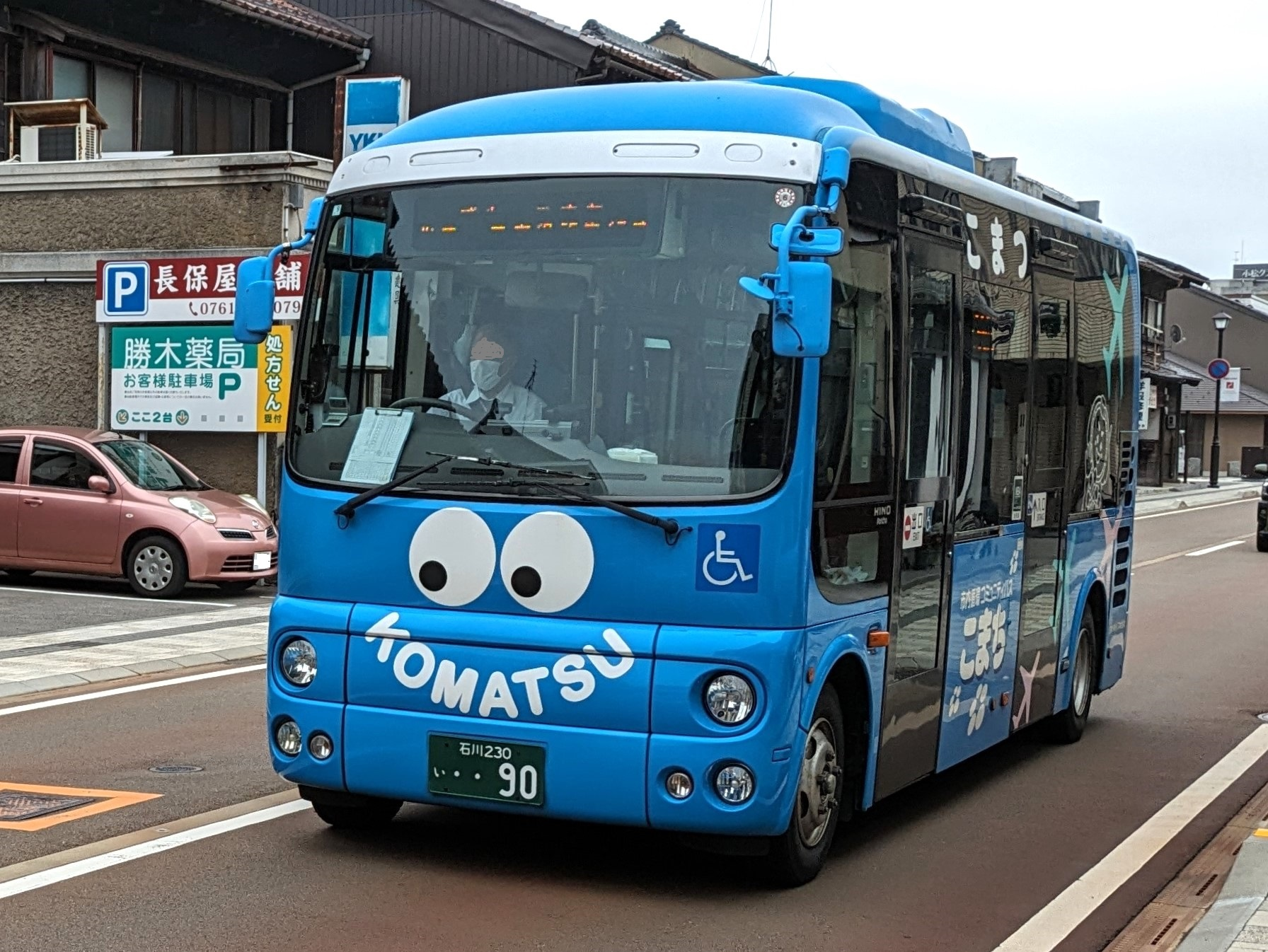
市内循環線「こまち」の車両
北コース「ブルーこまち」（2024年）

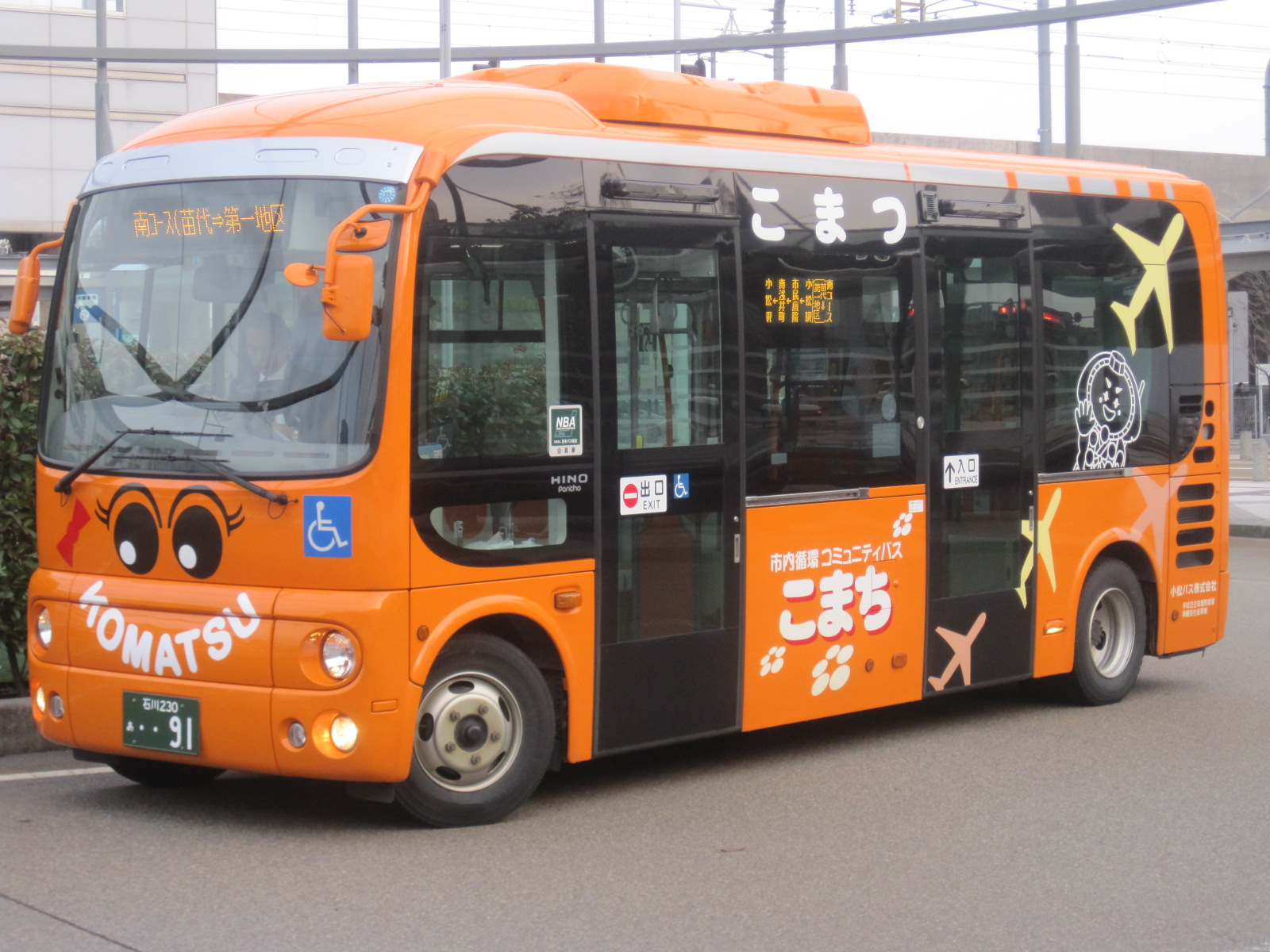
市内循環線「こまち」の車両
南コース「オレンジこまち」（2011年）

小松市コミュニティバス（こまつしコミュニティバス）は、石川県小松市が運行するコミュニティバスである。JR小松駅を起終点として市内を南北に循環する市内循環線「こまち」2路線と、小松駅と粟津駅を結ぶ「スマイルこまち木場潟号」の合計3路線が運行されている。
日本海観光バスへ運行を委託している。2020年（令和2年）3月31日までは小松バス（当時、現：北鉄加賀バス）に運行を委託していたが、同年4月1日より委託先を変更し、小松バスから日本海観光バスへ路線および専用車両が移管された。
なお本項では、小松市の公式サイトで「コミュニティバス」として紹介されていたEVバス「宇宙バスこまち☆」についても記述する。「宇宙バスこまち☆」の運行は引き続き、北鉄加賀バス小松営業所（旧：小松バス）が担当していたが、2024年3月8日をもって運行を終了した。

## 概要
2010年（平成22年）運行開始。運行開始時にコミュニティバスの愛称を公募し、応募総数572件の中から「こまち」が選出された。小松駅を起終点として市内を南北に循環する「市内循環線」として「北コース」「南コース」の2コースが運行されている。北コースには「ブルーこまち」、南コースには「オレンジこまち」の愛称が付され、専用車両の色も愛称に合わせている。年中無休で運行し、平日・土休日も同ダイヤで各コースとも一日8便（双方向循環4便ずつ）が運行される。
2014年（平成26年）10月1日からは新路線として「木場潟回遊線」の運行を開始した。これは2015年（平成27年）5月17日に小松市の木場潟公園を主会場として開催された「第66回全国植樹祭いしかわ2015」に先立ち、小松駅および粟津駅から木場潟地区への交通アクセスを確保すると同時に、周辺住民の交通利便性を高めるため開設したものである。2019年（平成31年）4月1日には路線再編を行い、循環路線から小松駅と粟津駅を結ぶ上下線へ変更し、路線名も「木場潟線」に変更した。愛称は「スマイルこまち木場潟号」。平日は往復6便、土休日は往復5便が運行される。
運賃はゾーン制運賃を併用した均一運賃を採用。各種障害者手帳（身体障害者手帳、療育手帳、精神障害者保健福祉手帳）の提示で運賃半額となり、障害者手帳アプリ「ミライロID」も利用できる。

## 路線
2021年（令和3年）10月1日改正時点。主要停留所のみ記載。

### 市内循環線

#### 北コース「ブルーこまち」
- 小松駅 - 園町 - 白江 - ショッピングセンター - 大島町 -（大島町南 - 市民センター）- 天神町 - 小松高校前 - 市役所前 - 末広運動公園 - 小松駅

双方向循環で「園町先行」と「市役所前先行」がある。上記は「園町先行」、その逆回りが「市役所前先行」。時間帯によっては（）内の停留所を通過する便がある。

#### 南コース「オレンジこまち」
- 小松駅 - 小松市民病院 - 大領中央 - イオンモール新小松 - 新吉竹 -（やわたメディカルセンター - 千松閣）- 若杉東 - 第一小学校前 - 小松郵便局前 - 小松駅

双方向循環で「市民病院先行」と「小松郵便局前先行」がある。上記は「市民病院先行」、その逆回りが「小松郵便局前先行」。運賃ゾーンで（）内の区間は「往復ゾーン」と呼ばれ、時間帯によっては通過する便がある。

#### 木場潟線「スマイルこまち木場潟号」
- 小松駅 - 本江西 - 蓮台寺町 - 道の駅こまつ木場潟 -（やわたメディカルセンター - 千松閣）- 三谷町 - 津波倉 - 粟津駅前

運賃ゾーンで（）内の区間は「往復ゾーン」と呼ばれ、時間帯によっては通過する便がある。

## 車両
専用車両は日野自動車製の小型ノンステップバス、日野・ポンチョ（2ドアロングボディ）を使用する。
市内循環線の「ブルーこまち」「オレンジこまち」はそれぞれ青とオレンジの車体に、小松空港をイメージした飛行機柄のラッピングが施されている。「スマイルこまち木場潟号」は森林をイメージした緑色の車体に花や蝶、トンボなどのラッピングが施されており、ものづくりで知られる工業都市でありながら自然豊かな小松市のイメージを表現している。車両は外装ラッピングだけでなく、車内にもカラフルな装飾が施されている。
市内循環線の車両は、2010年10月1日から青とオレンジの2色のボディカラーの新車両を採用し、ボディカラーからそれぞれ「ブルーこまち」と「オレンジこまち」の愛称が付けられた。
なお、日野自動車のバスを製造するジェイ・バスの本社と小松事業所（旧日野車体工業小松工場）は小松市内に所在し、小松市のコミュニティバスで小松市産の車両が使用されていることになる。

## 宇宙バスこまち☆

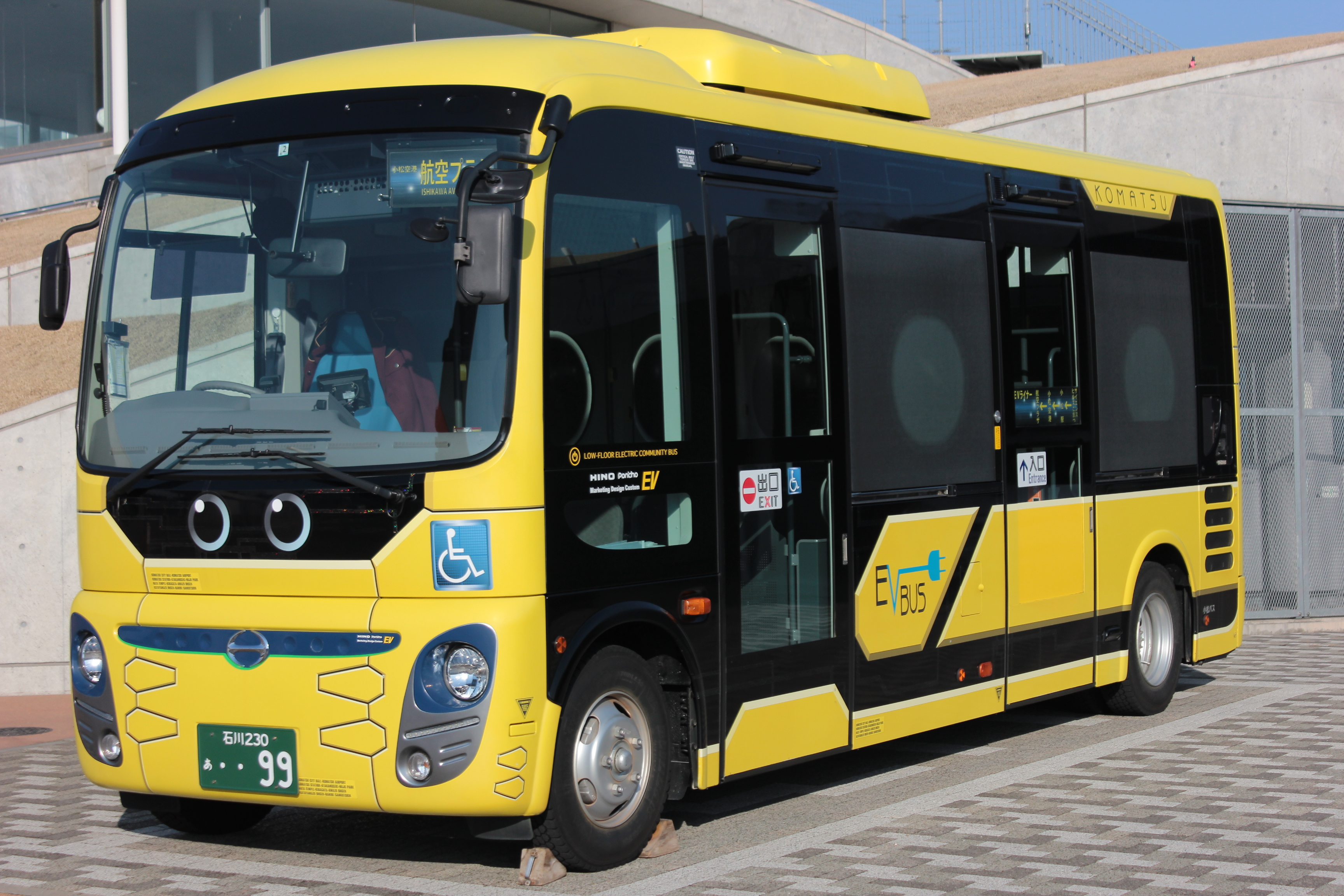
EVバス「宇宙バスこまち☆」の車両（2019年）

「宇宙バスこまち☆」は、2013年（平成25年）3月30日に運行開始。専用車両として日野・ポンチョ電気バスを1台導入し、運行していた。塗色は黄色と黒を基調とし、内装は宇宙船をモチーフとした斬新なものである。市の公式サイトでは「宇宙バスこまち☆」も「コミュニティバス」として紹介されていた。2024年3月8日まで運行されていた。
専用車両は、日野自動車が自社開発した小型電気バスで、東京都羽村市のコミュニティバス「はむらん」、東京都墨田区のコミュニティバス「すみりんちゃん」と同型式である。同型式ではこれらに続き3台目の車両となる。羽村市には日野自動車羽村工場がある縁で電気バスが導入されたが、小松市でも同様に市内にジェイ・バスがある縁で電気バスの導入が実現した。
車両は小松バス（当時、現：北鉄加賀バス）が購入し、会社合併により北鉄加賀バス小松営業所へ移管された。

### 運行区間
2021年（令和3年）10月1日改正時点。全停留所を記載。
- サイエンスヒルズこまつ - 小松駅 - 小松空港 - 航空プラザ - 草野町 - 安宅住吉神社